# Les Souvenirs
Pour les articles homonymes, voir Les Souvenirs (homonymie).
Les Souvenirs  est un roman de David Foenkinos paru aux éditions Gallimard en 2011.

## Résumé

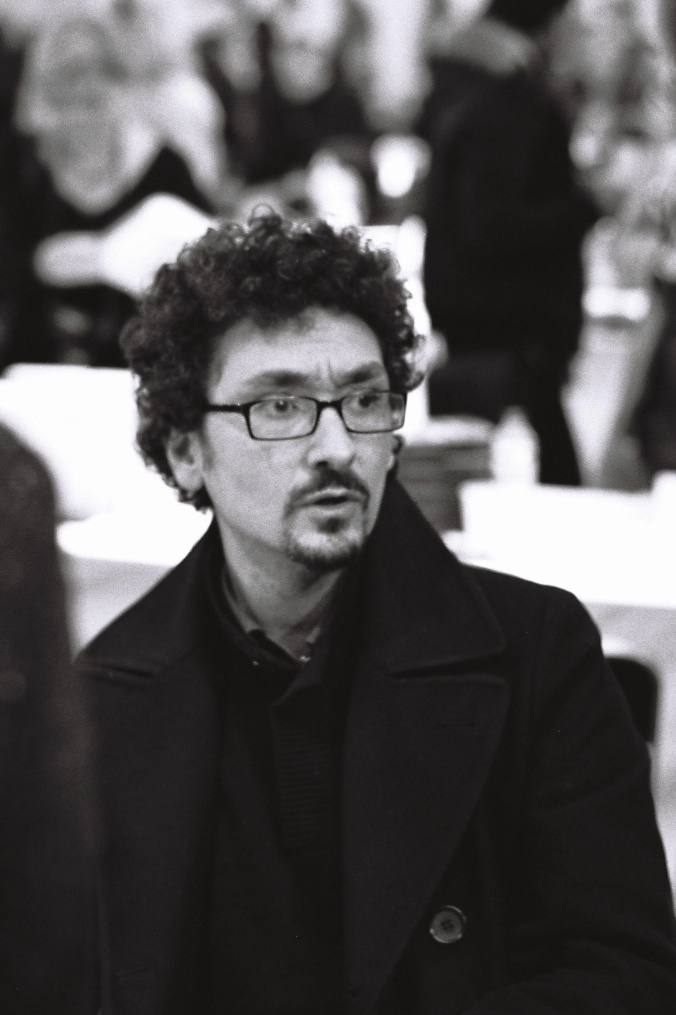
David Foenkinos

Le narrateur, qui parle à la première personne, rêve d’être écrivain et est veilleur de nuit dans un hôtel.
Après la mort de son grand-père, qu’il n’a pas su accompagner dans ses derniers instants, sa grand-mère est mise en maison de retraite ; elle fugue – au poste de police, le policier qui recueille sa déposition demande : « est-elle majeure, votre grand-mère ? » ; il la retrouve dans son village natal et lui fait passer une journée en CE2, elle dont le grand regret est d’avoir dû, tout enfant, quitter l’école. 
Le texte est entrecoupé de souvenirs de personnages du roman ou de personnalités évoquées dans le récit – Gainsbourg, Alzheimer, Van Gogh, etc. Observateur plus qu’acteur, le narrateur navigue entre mort, famille et amour.
Pour cet auteur qui aime parler d'amour dans ses romans, il s'agit encore d'amour mais en l'occurrence, celui de ses grands-parents, la difficulté de se comprendre, cet écart des générations et des vies qui font les difficultés de communications. Mais au-delà des aléas de la communication, reste la tendresse, ces liens indissociables entre eux, cette méditation qu'il décrit sur la difficulté de vieillir et le placement en maison de retraite. 
« Mon enfance est une boîte pleine de nos souvenirs », dit le narrateur qui vient d'enterrer son grand-père.

## Réception critique
Claire Julliard écrit dans Le Nouvel Observateur : « Ce livre, dans lequel - comme Kundera qu'il admire - Foenkinos revisite le mythe nietzschéen de l'éternel retour, est avant tout l'histoire d'une quête. Celle d'un apprenti écrivain, d'un « veilleur de chagrin » qui collectionne les images, les émotions du passé afin d'accumuler « la mélancolie nécessaire » à l'éclosion d'une œuvre. »
Toutes les étapes de la vie sont ainsi déclinées, une à une, « avec doigté et humour », selon Marianne Payot, dans L'Express.
Plus sévère, Eric Chevillard, dans Le Monde estime que l'auteur « cherche sa différence dans la banalité même », par le biais d'une « fastidieuse recherche du temps perdu » et que les lecteurs n'y trouveront rien de plus qu'un « éloge d'une banalité qui recoupe absolument celle de leur existence même ».

## Adaptation cinématographique
- 2014 : Les Souvenirs, film français réalisé par Jean-Paul Rouve